# Mathematical Sciences Publishers
Mathematical Sciences Publishers est une maison d'édition sans but lucratif dirigé par et pour des mathématiciens. La maison publie des revues mathématiques et la collection d'ouvrages intitulée Geometry & Topology Monographs. Son site principal est au département de mathématiques de l'Université de Californie à Berkeley.

## Description
Les revues en propre sont en accès ouvert. La gestion des flux de soumission et d'évaluation par les pairs des revues de recherche est réalisé par le logiciel EditFlow, développé pour les besoins de l'édition mathématique. De nombreux périodiques d'autres maisons utilisent ce logiciel.
Mathematical Sciences Publishers est partie prenante de Alloy, une alliance qui lie Duke University Press, MSP, et le  projet Euclide : la répartition des services est la suivante la production est assurée par MSP, l'hébergement et la présence en ligne est du ressort du projet Euclide, enfin le marketing, les ventes et relations avec la clientèle sont assurés par Duke University Press.
Mathematical Sciences Publishers est dirigée par Rafe Mazzeo, le directeur précédent est Ted Slaman. Le fondateur de la maison est Robion Kirby.

## Revues
- Algebra & Number Theory
- Algebraic & Geometric Topology (en)
- Analysis & PDE
- Annals of K-Theory
- Communications in Applied Mathematics and Computational Science
- Geometry & Topology
- Innovations in Incidence Geometry—Algebraic, Topological and Combinatorial
- Involve, a Journal of Mathematics
- Journal of Algebraic Statistics
- Journal of Mechanics of Materials and Structures
- Journal of Software for Algebra and Geometry
- Mathematics and Mechanics of Complex Systems (en)
- Moscow Journal of Combinatorics and Number Theory
- Pacific Journal of Mathematics
- Probability and Mathematical Physics
- Pure and Applied Analysis
- Tunisian Journal of Mathematics

## Collections de livres
- Open Book Series
- Geometry & Topology Monographs
- Celebratio Mathematica[6], une série de volumes d' « œuvres choisies ».